# François Genoud
François Genoud, född den 26 oktober 1915 i Lausanne, Schweiz, död den 30 maj 1996 i Pully, Schweiz, var en bankir och nazist.
François Genoud träffade Adolf Hitler första gången 1932, och verkade för att stötta nazismen. Genoud var nära vän till Otto Skorzeny, Karl Wolff och Klaus Barbie, och han finansierade den senares försvar, liksom han även finansierade försvaret för Adolf Eichmann. Han skall även ha bidragit till nätverket ODESSA. François Genoud skall ha fungerat som testamentsexekutor för Joseph Goebbels, och innehaft upphovsrätten till verk av denne, liksom även till verk av Adolf Hitler och Martin Bormann. Genoud stöttade även under lång tid Ilich Ramírez Sánchez, även känd som "Carlos" eller "Schakalen".